# Station Goßdorf-Kohlmühle
Station Goßdorf-Kohlmühle is een spoorwegstation van de Duitse plaatsen Goßdorf en Kohlmühle (gemeente Hohnstein).  